# Justyna Wydrzyńska
Justyna Wydrzyńska est une militante polonaise pour le droit à l’avortement. Elle est la première militante pour le droit à l'avortement en Europe à être condamnée pour avoir aidé une femme à avorter,,,.

## Activisme
Justyna Wydrzyńska a lancé Kobiety w Sieci, un site internet en ligne fournissant des informations sur les avortements médicamenteux auto-induits, après avoir elle-même subi un avortement en 2006.
En 2016, Justyna Wydrzyńska et trois autres femmes (Natalia Broniarczyk, Kinga Jelińska, Karolina Więckiewiczont) ont fondé l'Abortion Dream Team.
En décembre 2019, Justyna Wydrzyńska a contribué à fonder Avortement sans Frontières, une initiative mettant en relation des femmes polonaises avec des prestataires d'avortement en Allemagne, aux Pays-Bas et au Royaume-Uni.
En 2023, Justyna Wydrzyńska a été présélectionnée, aux côtés de deux autres militantes du droit à l'avortement (Morena Herrera et Colleen McNicholas) pour le Sakharov Price for Freedom of Thought.

## Arrestation et procès
En novembre 2021, Justyna Wydrzyńska a été arrêtée après avoir envoyé par courrier des pilules abortives à une femme enceinte. Elle a été accusée d'« intention de faciliter un avortement et de distribution non autorisée d'un produit pharmaceutique ». La défense de Justyna Wydrzyńska a fait valoir le fait d'envoyer les pilules abortives comme un « un acte de respect des droits humains », qu'elle n'avait pas aidé à un avortement puisque la femme enceinte n'avait finalement pas pris les pilules, et que la loi contre l'aide à l'avortement, telle qu'elle est rédigée, ne devrait pas s'appliquer à Justyna Wydrzyńska ou à d'autres militantes similaires.
Sa première comparution a lieu en août 2022. Des représentantes et représentants d'associations de défense de droits humains et d'ambassades européennes se sont vus refuser l'accès aux audiences.
En mars 2023, Justyna Wydrzyńska a été reconnue coupable d'avoir encouragé un avortement,. Elle a été condamnée à 8 mois de travaux d'intérêt général. Les accusations et sa condamnation ont été dénoncées par Amnesty International,  Human Rights Watch,  la International Federation of Gyecology and Obstetrics , la International Planned Parenthood Federation et les Nations Unies.

## Vie privée
Justyna Wydrzyńska est à l'origine chimiste.
En 2020, elle vivait dans la ville polonaise de Przasnysz